# ポケモンピンボール
ポケモンピンボールはジュピター開発、任天堂・株式会社ポケモンから発売されたゲームソフトおよびそのシリーズ作。第1作目はゲームボーイ・ゲームボーイカラー用ソフトとして1999年4月14日発売。

## 概要
『ポケットモンスター』をテーマにしたピンボールゲームで、台から出現するポケモンを捕まえて図鑑を完成させるといったポケモンならではの要素も織り込まれている。赤台と青台の2つの台があり、両方の台ともポケモンにちなんだ仕掛けが搭載されている。ボーナスステージなども用意されており、ポケモンの特徴にあわせた遊びになっている。本作は『ポケットモンスター 赤・緑・青・ピカチュウ』で登場するポケモン（全151種）が登場する。
ゲームボーイシリーズで初めて振動機能を搭載したソフトであり、ゲーム内の演出によって実際に本体が振動するなど、本物のピンボールを遊んでいるかのような臨場感を味わえる。カートリッジはバイブレータと電池ボックスを搭載した独特の形状をしており、単4電池1本使用。

## 基本ルール
盤面右側のレーンからモンスターボール（以下、ボールとする）がはじき出され、ボールを盤面下部に落とさないようにフリッパーなどでコントロールしながら、台から出現するポケモンを捕まえたり、捕まえたポケモンを進化させたりして図鑑を完成させるのが目的である。図鑑を完成させるにはステージを移動させるだけでなく、両方の台を遊ぶ必要がある。

### ゲットモード
ボールを右のループに2回以上通した後で、台の右寄りにあるポケモンにボールを入れるとゲットモードが発動して台中央（ポケモンパネル）にポケモンのシルエットが描かれたパネルが浮かび上がる。右のループに3回通すと出現率の低いポケモンが出やすくなる。その後、台のどこかに現れる矢印が指すポイントにボールを当てる毎にパネルのシルエットが外れてポケモンが徐々に姿を表し、完全にシルエットが外れたポケモンにボールを4回当てるとそのポケモンをゲットしたことになり、図鑑に載せることができる。

### 進化モード
進化モードとはゲットモードで捕まえたポケモンを進化させるモードのことで進化することができればそのポケモンを図鑑に載せることができる。
進化させるには進化アイテム（経験値を示すExpマーク、進化の石、通信ケーブルなど）を取る必要があり、進化アイテムを3個揃えると台の中央に穴が開き、その穴に入れることで進化させることができる。

### マップモード
ある条件を満たすとポケモンパネルに描かれているステージを別のものに書き換えてしまうことがある。これをマップモードといい、ステージを行き来しながらポケモンを探すことになる。何度もマップモードをクリアしていると特別なマップにいけるようになり、珍しいポケモンが出現するようになる。マップモードをクリアするごとに、マップは(Aマップのいずれか)→(Aマップのいずれか)→(Aマップのいずれか)→(Bマップのいずれか)→(Bマップのいずれか)→(Cマップのいずれか)→(Aマップのいずれか)というように変化する。Bマップ以降はマップモードでのみ出現する。

#### 赤台のマップ
Aマップ
マサラタウン・トキワのもり・ニビシティ・ハナダシティ・サントアンヌごう・イワヤマトンネル・シオンタウン
Bマップ
サイクリングロード・サファリゾーン・ふたごじま･グレンじま
Cマップ
セキエイこうげん

#### 青台のマップ
Aマップ
トキワシティ・トキワのもり・オツキミやま・ハナダシティ・クチバシティ・タマムシシティ
Bマップ
セキチクシティ・サファリゾーン・ヤマブキシティ･グレンタウン
Cマップ
セキエイこうげん

### ボーナスステージ
ゲットモードをクリアするとボーナスカウンターが1個、進化モードをクリアすると2個点灯する。3個点灯させるとボーナスステージに行くことができる。ボーナスステージとは通常とは違うステージでピンボールを行い、ステージクリアを狙うモードである。クリアすればかなりの高得点が手に入る。ボーナスステージは赤台・青台によって違い、それぞれ3つずつ存在する（但し赤台のステージ3と青台のステージ3はほぼ同じ）。各台では初めにボーナスステージ1を遊ぶことになり、それをクリアできれば次のステージに進むことができる。ステージ3をクリアするとステージ1に戻る。以下に全5種類のボーナスステージについての説明を記す。
ディグダステージ
赤台のボーナスステージ1。画面いっぱいに登場したディグダを全滅させることが目的。ディグダはボールを一回当てると穴の中に引っ込む。全てのディグダを撃退すると今度はダグトリオが現れるので、3回ボールを当てればクリアとなる。時間は無制限。なお、ここではボールを1回でも落としてしまうと通常ステージに戻される。
ゲンガーステージ
赤台のボーナスステージ2。墓場に現れるゴーストポケモンたちを退治することが目的。まず初めにゴースが次から次へと現れるので、ボールを1回ずつ10体当てて倒す。すると今度はゴーストが現れるので、ボールを1回ずつ10体当てて倒す。それも終わらせると最後にゲンガーが登場し、画面を揺らしながら前進してくる。これにボールを計5回当てるとステージクリアとなる。制限時間は1分30秒。ボールは何度落としてもリスタートできる。
ニャースステージ
青台のボーナスステージ1。小判を集めることが目的。ステージを動き回るニャースにボールを当てると小判が台上に飛び散る。これにボールを当てて回収。20枚以上取ればステージクリアとなる。連続で小判に当てるとコンボが発生し（最大6枚）、一挙に多くの小判を手に入れることができる。制限時間は1分。ボールは何度落としてもリスタートできるが、落とすと集めた小判が少し減り、台上に散らばった小判が消滅する。
パウワウステージ
青台のボーナスステージ2。パウワウの棲むプールのステージ。時折プールからパウワウが顔を出すので、このときにボールを当てれば1点。制限時間内に20点以上獲得すればステージクリアとなる。失敗せずにパウワウに連続してボールを当てればコンボが発生し、もらえる得点が2点、4点、8点…と増えていく（最大で256点）。制限時間は1分30秒。ボールは何度落としてもリスタートできるが、落とすと得点が少し減る。
ミュウツーステージ
赤台・青台のボーナスステージ3。ミュウツーの棲む研究室のステージで、今作最高の難易度を誇るラスボス的存在である。ミュウツーの周りを巡回する7つのバリアボールをかいくぐってボールをぶつけ、ミュウツーを倒すことが目的。赤台では21回、青台では23回ボールをぶつけるとステージクリアとなる。ミュウツーに3回ボールを当てるごとに、バリアボールが1個ずつ減っていく。制限時間は2分。ボールは何度落としてもリスタートできる。
ニャースステージとパウワウステージでは、ステージクリアが確定した後も制限時間に達するまではプレイを続行できるが、ボールを落下させると、リスタートは行われず、通常ステージに戻される（この場合、ステージはクリアしたものとして扱われる）。

### BGM
オリジナルのBGMが多いが、赤台のBGMは『ポケットモンスター 赤・緑』の町の曲のアレンジ、ゲットモード・進化モードはじてんしゃのBGMのアレンジ、パウワウステージは海の曲のアレンジが使われている。他にも青台のBGMでは、後の『金・銀』のエンジュシティ・タンバシティで使われる曲や、スコアランキングにランクインした際にはエンディング曲と26・27番道路の曲のそれぞれの原型が使われている。また青台のゲットモード・進化モードやステージ移動成功SEには、アニメ版ポケットモンスターの日本版主題歌である『めざせポケモンマスター』のアレンジ版が使われている。アニメ版のタイアップではないため、主題歌が異なる海外版でも曲は変更されなかった。なお、アニメソングである同曲がゲームミュージックとして流用されているのは本作のみである。

## ポケモンピンボール ルビー&サファイア
ゲームボーイアドバンス用ソフトとして2003年8月1日発売。『ポケットモンスター ルビー・サファイア・エメラルド』に登場するポケモンを扱った続編。基本的なシステムは前作と同じだが、タマゴから生まれたポケモンをゲットできるなどといった新要素が盛り込まれたり、多少の変更点がある。
- ピンボールの台がルビー台・サファイア台となっている。『ポケットモンスター ルビー』でしかゲットできなかったポケモンはルビー台で登場するといったようにバージョンと対応している。本作でゲットできるポケモンはホウエン図鑑で登場した201種類（デオキシスは除く）。
- 前作のゲットモードはGETモードに、進化モードはEVOモードに、マップモードはMOVEモードに変更されている。
- GETモードでは、ポケモンをゲットするための条件が易しくなり、出現したポケモンに3回ボールを当てれば、そのポケモンをゲットすることが出来る。
- EGGモードとSHOPモードを追加。EGGモードはタマゴから生まれたポケモンをゲットするモードでGETモードと同じ要領だが、2回ボールを当てればゲットできるかわりに、台を動き回るといった違いがある。またポケモンをゲットすることが出来れば、ボーナスカウンターが1個点灯する。SHOPモードはゲームで手に入れたコインと引き換えにボールをグレードアップさせたりエクストラボールが貰えるといったサポートを受けられる。
- ボーナスステージをクリアすると、台に応じてボーナスポイントが与えられ、一部のボーナスステージでは、条件を満たすとボスとなるポケモンをゲットすることが出来る（ボーナスカウンターは点灯しない）。またある条件を満たせば（台によって条件は違う）、どちらの台からでも同じボーナスステージをプレイすることが出来る。この場合、ボーナスカウンターは必要ない。
- 振動機能はゲームボーイプレーヤーでニンテンドー ゲームキューブ用コントローラを使用した場合にのみ対応。